# Бланко Энкалада (бронепалубный крейсер)
Бронепалубный крейсер «Бланко Энкалада» — крейсер чилийских ВМС конца XIX века. Построен в единственном экземпляре. Являлся усовершенствованным вариантом крейсеров «Вейнтисинко де Майо» и «Нуэве де Хулио», построенных для ВМС Аргентины, принадлежал к так называемым «элсвикским» крейсерам, строившимся на экспорт британской компанией Sir W.G. Armstrong & Company.

## Проектирование и постройка
После спуска на воду «Нуэве де Хулио» руководство «Армстронга» сочло, что Чили, находившееся в сложным и конфликтных отношениях с Аргентиной, также захочет пополнить свой флот современными крейсерами. Хотя переговоры с правительством Чили не были закончены, уже в июле 1892 года компания заложила новый крейсер, не желая простоя предприятия. Лишь в сентябре 1892 года правительство Чили согласилось приобрести строящийся корабль по цене 333 500 фунтов стерлингов.
Чилийцы привлекли в качестве консультанта Эдварда Рида, бывшего главного строителя Королевского флота, и потребовали множества усовершенствований. В основном их требования сводились к оснащению нового крейсера артиллерией, заметно превосходящей аргентинских конкурентов. Это, в свою очередь, привело к изменению корпусных конструкций.

## Конструкция
«Бланко Энкалада» имел гладкопалубный корпус. Это было сделано для улучшения мореходности и особенно для применения артиллерии в плохую погоду. Днище корабля имело обшивку из тика и медных пластин. Двойное дно теперь простиралось на всю длину корабля, в то время как на «Вейнтисинко де Майо» и «Нуэве де Хулио» оно отсутствовало в районе энергетической установки.
На «Бланко Энкалада» фок-мачта находилась впереди мостика. Это было сделано для того, чтобы максимально снизить влияние дульных газов носового тяжёлого орудия на управление кораблём. Подобное решение инженеры компании повторили ещё на ряде проектов.